# Nicholas Audley, 2. Baron Audley of Heleigh
Nicholas Audley, 2. Baron Audley of Heleigh (nach anderer Zählung auch 1. Baron Audley) (* 11. November 1289; † vor 6. Dezember 1316) war ein englischer Magnat.
Nicholas Audley entstammte der englischen Adelsfamilie Audley. Er war der zweite Sohn von Nicholas Audley, 1. Baron Audley of Heleigh und von dessen Frau Catherine Giffard, einer Tochter von John Giffard, 1. Baron Giffard und von dessen Frau Maud Longspée. Sein Vater starb bereits 1299, nach dem Tod seines älteren Bruders Thomas 1307 erbte Nicholas die Besitzungen seines Vaters, deren Mittelpunkt Heighley Castle in Staffordshire war. Während seiner Minderjährigkeit wurden seine Güter von dem königlichen Favoriten Piers Gaveston verwaltet.
Nicholas heiratete 1312 ohne Erlaubnis des Königs Joan, die Witwe von Henry de Lacy, 3. Earl of Lincoln und Tochter von William Martin, 1. Baron Martin und von dessen Frau Eleanor. Als Wiedergutmachung musste Audley 900 Mark an Ralph de Monthermer zahlen, dem der König ursprünglich das Recht zur Wiederheirat der Witwe zugesprochen hatte. Mit Hilfe von drei Freunden konnte Audley bis zum 26. Juli 1313 die Summe aufbringen. Am 8. Januar 1313 wurde Audley als Baron Audley of Heleigh in das Parlament berufen. Er gehörte zu den 471 Adligen und Rittern, die König Eduard II. nach der Hinrichtung von Piers Gaveston durch eine Adelsopposition begnadigte, vermutlich weil mindestens zwei von Audleys Vasallen ebenfalls begnadigt wurden. Vermutlich gehörte Audley dem englischen Heer an, das 1314 in der Schlacht von Bannockburn eine vernichtende Niederlage gegen die Schotten erlitt.
Mit seiner Frau hatte er eine Tochter und einen Sohn:
- Alice Audley, ⚭ (1) Ralph Basset, Sohn des Ralph Basset, 2. Baron Basset of Drayton, ⚭ (2) Sir Hugh Meinill;
- James Audley, 3. Baron Audley of Heleigh (1312–1386).

Sein Erbe wurde sein Sohn James, der unter Vormundschaft von Roger Mortimer kam. Audleys Witwe Joan heiratete nicht erneut.